# ゲリラ豪雨

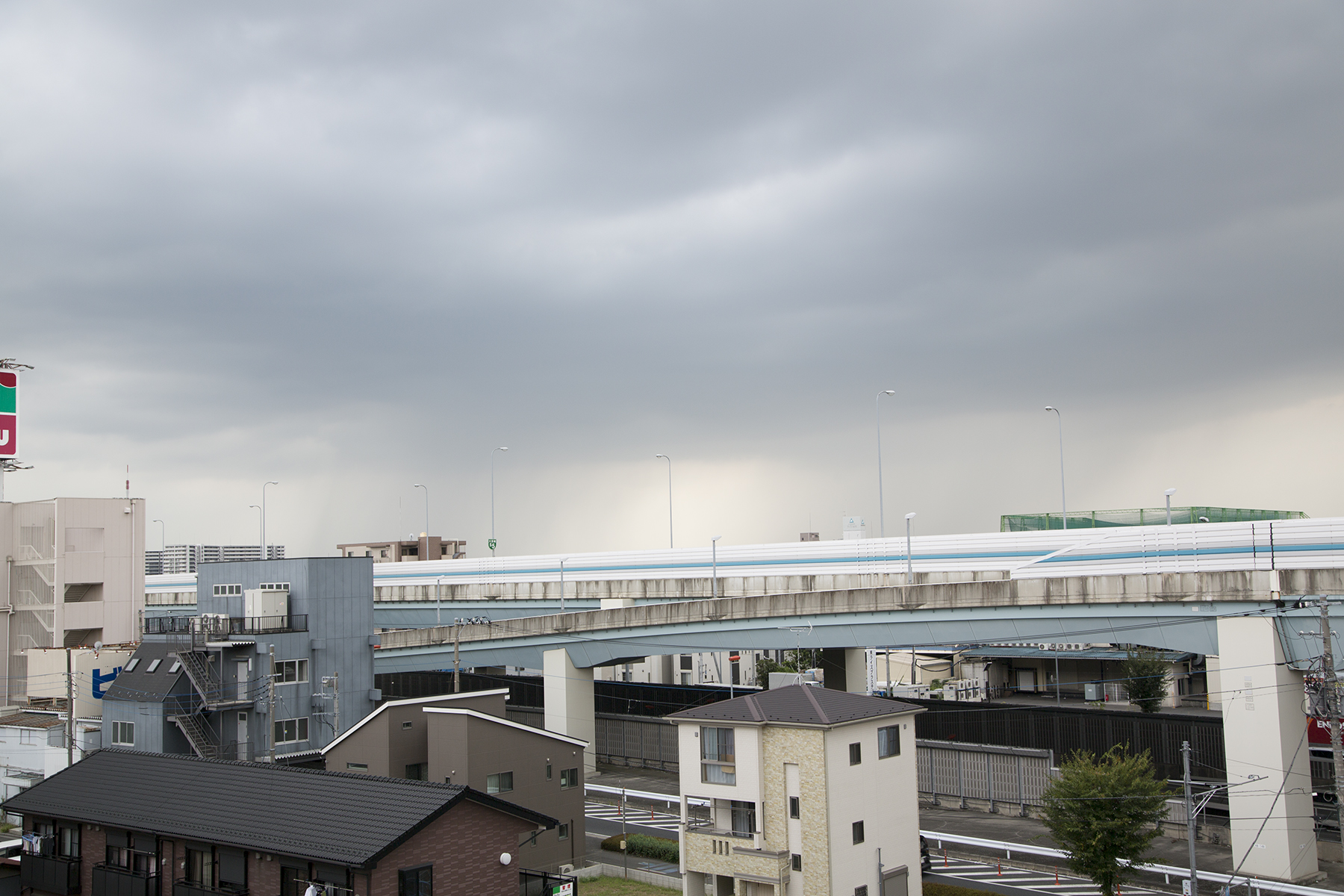
ゲリラ豪雨

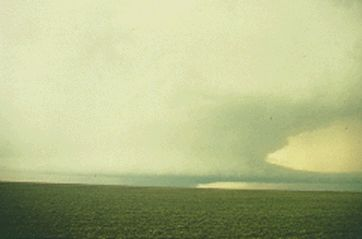
高降水型スーパーセル

ゲリラ豪雨（ゲリラごうう）は、短時間に局地的に起こる降り方の激しい雨で、特に突発的なもの、予測が難しいものや災害につながるようなものを指す言葉。局地豪雨、ゲリラ雨、ゲリラ雷雨などの呼び方もある。

## 用語
「ゲリラ豪雨」は定義が定まった気象学用語ではない。集中豪雨の一種に位置付けることができるが、継続時間については、1時間に満たないような雨（気象庁の予報用語における「局地的大雨」）を指す場合もあれば、数時間に亘る雨をも含める場合があり一定しない。
主に集中豪雨や夕立などと表現されてきた雨に、テレビやネットニュースなどのマスメディアや一部の気象会社が使用するようになった。
気象庁は「ゲリラ豪雨」を使用を控える予報用語に位置付けていて使用せず、「局地的大雨」「集中豪雨」などの語を雨量などに応じて使い分けている（参考 : 集中豪雨#にわか雨と局地的大雨・集中豪雨の違い）。一方気象会社では、日本気象協会は受け手が危険をイメージしやすく注意喚起に有効だとし、「いわゆるゲリラ豪雨」と前置きしたうえで使うことがあるほか、ウェザーニュースは局地的大雨を意味する語として「ゲリラ雷雨」を使う。
軍事用語のゲリラ（奇襲を多用する非正規部隊）に例えた表現で、日本で広く知られるようになって定着したのは2008年とされる。2008年には新語・流行語大賞トップ10に選出されている。
「爆弾低気圧」と同様、「ゲリラ」はインパクトのある言葉であり、物騒であるといった指摘もある。
例えば、『読売新聞』は「局地豪雨」への言い換えを言明している。またNHKは、公共放送であるという性質上「ゲリラ豪雨」という呼称は使わず（ただし報道番組や天気予報以外の場面（バラエティ番組における気象予報業務の紹介など）ではこの限りではない）、気象庁と同様に「集中豪雨」「局地的大雨」で放送している。
こうした豪雨の性質として、スケールが小さく不安定性が強い現象はピンポイントの予測ができないという限界がある。他方で「ゲリラ豪雨」の多用は、気象業務の従事者や研究者にとっては予報精度が社会の要求に応えられていないことも意味している。例えば気象学者の小倉義光は、集中豪雨の出現確率予報分布図の導入によってこのような言葉は使われなくなっていくと期待する旨を、そのメカニズム解析の課題とともに日本気象学会の論文に寄稿した。このようにメカニズムの更なる探求や予報の改善が試みられている。

## 使用例と普及

### 1970年代〜
「ゲリラ豪雨」という語の初期の使用例には、1969年8月上旬の東北、信越、北陸地方の豪雨がある。このとき、少なくとも『読売新聞』、『朝日新聞』、『毎日新聞』の3紙の記事の見出しに使われていたことが確認されている。そして、安保闘争（70年安保）や大学紛争の話題が紙面を踊っていた時代背景も影響したという指摘がある。
また「ゲリラ的豪雨」の使用例もあり、1970年代には既にみられる。「ゲリラ的」の語には突然発生すること、予測困難であること、局地的であること、同時多発することがあることなどのニュアンスが含まれていて、この頃の災害に使用される例があった。
日本では、1960年代ごろまでは気象災害による死者に占める台風の割合が多かったが、防災施設、気象観測、報道などの改善によって減少し、それまで目立たなかった集中豪雨による局地的な災害の比率が高まってくる。
このような集中豪雨の発生を捕捉するために、1970年代にアメダス観測網の整備が行われた。また気象衛星「ひまわり」により、日本上空の雲の動向を網羅的に把握できるようになった。数値予報の精度向上も集中豪雨の発生の予測に大きな役割を果たした。このようにして梅雨前線に伴って発生するような集中豪雨では全くの不意打ちになることは少なくなった。

### 2000年代以降
1999年7月21日に東京都区部で発生した、いわゆる練馬豪雨（被害範囲は新宿区、杉並区、足立区も含む）では、練馬区役所で1時間あたり91ミリの降雨を記録した。この豪雨の被害は、死者1人、重傷者1人、軽傷者2人、床上浸水493棟、床下浸水315棟に上った。周辺では豪雨はおろか雨自体が降っておらず、降雨範囲は極めて狭かった。
2006年頃にも、マスメディアや気象会社によって、予測困難な局地的大雨に対する「ゲリラ豪雨」の使用例がある。
これらの豪雨は、10km四方程度の極めて狭い範囲に、1時間あたり100mmを超えるような猛烈な雨が降るが、雨は1時間程度しか続かないという特徴がある。これは前線に伴って次々に積乱雲が発生・通過して大雨になる集中豪雨とは、明らかにタイプが異なる。都市の下水道は一般的に最大降水量として1時間に50〜60mm程度を想定しているため、これを超える雨量では、短時間であっても処理しきれずに都市型洪水を発生させる。このような豪雨は、ヒートアイランド現象と局地風によって積乱雲が著しく発達し、もたらされている可能性が指摘されている。
2008年7月から8月末、日本各地で局地的な大雨による災害が多発した（2008年夏の局地的荒天続発）。特に8月5日の練馬区周辺の豪雨の際には、雨が弱かった下流で下水道工事中の作業員5名が流され死亡する事態となり、これが大きく報道された時にゲリラ豪雨という用語が頻出した。こうした報道で言葉が知られるようになったことから、同2008年の第25回「現代用語の基礎知識選『ユーキャン新語・流行語大賞』」では「ゲリラ豪雨」がトップ10に選出された（受賞対象者は株式会社ウェザーニューズ）。
1970年代からの当初の定義では、気象観測網に捉えにくい豪雨という難捕捉性・難予想性の意味合いが強かった。しかし現在では、大気が不安定な状態で関東平野の広い範囲で降った（気象レーダー・アメダス捕捉が容易な）散発的豪雨を、マスコミがゲリラ豪雨と報じるなど、当初の「難捕捉性・難予想性」から「難予想性・強降雨性」を念頭に置いた意味合いに変質しつつある。
2017年には、1976年からの10年間と、直近10年間の気象庁の観測結果を比較した結果、ゲリラ豪雨の発生数が全国平均で約34%増えていることが判明した。

## 対策
このような豪雨への対策として、行政や研究機関などは更なる研究と観測・予測の強化、官民の防災機関などはゲリラ豪雨に対応した防災体制の構築と、主に2つの方面からの取り組みによって、防災・減災が図られつつある。
前者では、現存する気象レーダー（雨粒の位置と密度を観測できる）を生かしつつ、観測間隔を30〜10分間隔から5〜1分間隔へ短縮したり、雨雲あるいは風の移動速度・方向が観測できるドップラー・レーダー（デュアル・ドップラー・レーダー観測）の設置箇所を増やす対策が行われているほか、さらに数値予報モデル（メソ数値予報モデル）の高精度化、（密度よりも実際の雨の強度に近い）雨粒の直径を計測できる新しいタイプの気象レーダーの設置、また多数のリアルタイム観測データから、積乱雲の発達段階において豪雨を予測する技術（現状では雨粒がある程度成長した成熟期・減衰期でしか正確な予報は困難）の開発が進められている。
後者に関しては、特に洪水などの情報伝達に関して課題があるのが現状で、地方公共団体により差がある。防災行政無線の整備や情報受信端末の各家庭への普及などの費用が掛かる対策は、なかなか実行できないという自治体もある。こうした地域では、自主防災組織や消防団・水防団といった、従来の活動を活かし強化する手法も重要とされている。また、民間気象会社やIT企業では、携帯電話を利用して多数の利用者から豪雨の情報を収集・再配信したり、独自の予報を発表・配信したりしているところもあり、ボトムアップ型の対策も多様なものが提供されている。
突発的な豪雨を予測できても、降雨自体は防げない。また都市部を中心に地面をアスファルトやコンクリートで隈なく舗装した結果、雨水が地中に浸透しにくくなり、短時間で市街に水が溜まったり、建物の浸水が起きたりするようになった面もある。このため、透水性舗装や雨水浸透ます、地下貯水槽の設置、舗装しない緑地の確保といった雨水を地面に滞留させない対策が自治体により進められている。また降雨が短時間なら、水が退くまでの間、建物への浸水を防ぐために入口に土嚢を積んだり、止水板・シートを展開したりする方法もある。